# بن ایکس
بن ایکس (به انگلیسی: Ben X) فیلمی محصول سال ۲۰۰۷ و به کارگردانی نیک بالتازار است. در این فیلم بازیگرانی همچون گرگ تیمارنس، لورا ورلیندن، مارجیک پینوی ایفای نقش کرده‌اند.